# Renville County, North Dakota
Renville County är ett administrativt område i delstaten North Dakota, USA, med 2 470 invånare. Den administrativa huvudorten (county seat) är Mohall. 

## Geografi
Enligt United States Census Bureau har countyt en total area på 2 310 km². 2 266 km² av den arean är land och 44 km² är vatten.

### Angränsande countyn
- Bottineau County - öst
- McHenry County - sydöst
- Ward County - syd
- Burke County - nordväst
- gränsar till Kanada i nord